# Odette Pinto
Odette Pinto   (Bordeus, 18 de març de 1932 - Barcelona, 21 de febrer de 2010) fou una comunicadora radiofònica i de televisió catalana.
Filla de mare catalana, Teresa Gassó, i pare portuguès, Basilio Pinto, va néixer a Bordeus, encara que la seva família va retornar a Sabadell en la seva infantesa. Es va iniciar a la ràdio a Catalunya, en diverses emissores fins que l'any 1957 va debutar a Ràdio Barcelona. Posteriorment va treballar a Radio España de Barcelona, Radio Juventud, Cadena Catalana, Radio Miramar, Radio Salud, fins que a la COPE Miramar de Barcelona va crear el programa Las tardes de Odette, que es va emetre durant més de 30 anys.
També va participar en diversos programes de televisió local com:
- Els diumenges amb Odette (Canal Català)
- Odette, de tú a tú (25 TV)

L'any 2005 va publicar la seva autobiografia Odette Pinto: pasión por las ondas.
El 21 de febrer de 2010 va morir a l'Hospital Clínic de Barcelona a conseqüència de les complicacions derivades d'una pneumònia.

## Autobiografia
- Pinto, Odette. Odette Pinto: pasión por las ondas.  Córdoba: Arcopress, 2005. ISBN 978-84-933769-2-5.